# Biệt thự Le Lac
Biệt thự Le Lac của Le Corbusier hay Biệt thự Hồ là một tòa nhà dân cư bên bờ hồ Genève ở Corseaux, Thụy Sĩ. Công trình này do kiến trúc sư Le Corbusier thiết kế từ năm 1923 đến 1924 cho cha mẹ ông. Tòa nhà được xếp hạng là Tài sản Văn hóa có ý nghĩa Quốc gia ở Thụy Sĩ và đến năm 2016 nó đã được thêm vào như là một phần của Di sản thế giới Công trình kiến trúc của Le Corbusier.